# مادلين براند
مادلين براند صحفية إذاعية أمريكية وشخصية إذاعية، وهي مضيفة البرنامج الإخباري والثقافي Press Play، على KCRW-FM (89.9)، وهي إحدى الشركات التابعة للراديو العام الوطني (NPR) في لوس أنجلوس. بدأ العرض لأول مرة في يناير 2014. تبث براند من قبو كافتيريا كلية سانتا مونيكا. 

## تعليمها
نشأت براند، في لوس أنجلوس، في منطقة هوليوود هيلز ومنطقة خليج سان فرانسيسكو.
التحقت براند بجامعة كاليفورنيا، بيركلي، وبدأت مسيرتها الإذاعية في محطة إذاعية جامعية KALX ؛ حصلت على بكالوريوس. حصلت على درجة الماجستير في اللغة الإنجليزية مع مرتبة الشرف في عام 1988. حصلت لاحقًا على درجة الماجستير من كلية الدراسات العليا للصحافة بجامعة كولومبيا، حيث عادت لاحقًا لتدريس الإذاعة الوثائقية. 

## حياتها المهنية
قدمت براند تقاريرها وبثتها لـ NPR لمدة ثلاثة عشر عامًا في العديد من الشركات التابعة في جميع أنحاء البلاد:، سان فرانسيسكو، بوسطن، نيوارك، بوفالو.  عملت كمراسلة للساحل الغربي ومضيفة بديلة عرضية لـ Morning Edition و All Things Consigned. في عام 2006، بدأت بالاشتراك في استضافة البرنامج الإذاعي Day to Day مع أليكس شادويك، والذي يبث من استوديوهات NPR West في لوس أنجلوس.
في عام 2010، أصبحت براند مضيفة لبرنامج راديو جنوب كاليفورنيا العام الجديد The Madeleine Brand Show على محطة الإذاعة العامة، والتي تم بثها بين الساعة 9 صباحًا و 11 صباحًا بتوقيت المحيط الهادئ. يذاع البرنامج من مركز البث موهن في باسادينا. كان البرنامج شائعًا خلال أول 23 شهرًا من عرضه، وكان البرنامج الأكثر استماعًا داخل المحطة (مع أعلى تصنيفات من Arbitron)، وفازت بعدد من جوائز الصحافة الإذاعية.   ومع ذلك، وصل العرض إلى «نهاية مفاجئة» بعد أن قامت KPCC بإقران براند مع المراسل الرياضي اسبن منذ فترة طويلة في محاولة لجذب مستمعين لاتينيين وتلبية متطلبات منحة مؤسسة البث العام بقيمة 6 ملايين دولار.  ظهر الثنائي بين المضيفين، تحت اسم مارتينز وبراند، في 13 أغسطس 2012، لكنه استمر أربعة أسابيع فقط وكان فاشلاً، جزئيًا لأن الاثنين التقيا مرتين فقط قبل بدء البرنامج.  غادرت براند المحطة في سبتمبر 2012 وحل محلها أليكس كوهين (تم تغيير اسم العرض إلىTake 2
بعد الوقت الذي قضته في NPR، كانت براند لفترة وجيزة في محطة التلفزيون العامة في لوس أنجلوس كمساهمة خاصة في الموسم الخامس منSoCal Connected 
في صيف 2013، استبدلت براند أحيانًا بالمذيع القديم وارين اونلي في برنامجه To the Point على KPCC المنافس ل KCRW. في سبتمبر 2013، انتقلت براند إلى KCRW وبدأت في تطوير Press Play، الذي ظهر لأول مرة في يناير 2014، ليصبح أول برنامج يومي جديد على KCRW منذ عام 2001.  تتنافس Press Play ضد Larry Mantle's AirTalk على KPCC.

## الحياة الشخصية
براند متزوجة من المخرج جو دي ماري ولديهما طفلين. تعيش في حي سيلفر ليك في لوس أنجلوس.